# Čmanjke
Čmanjke (cyr. Чмањке) – wieś w Serbii, w okręgu raskim, w gminie Tutin. W 2011 roku liczyła 68 mieszkańców.